# 44. Berlini Nemzetközi Filmfesztivál
A 44. Berlini Nemzetközi Filmfesztivál 1994. február 10. és 21. között került megrendezésre. A fesztivál zsűrielnöke Jeremy Thomas brit producer volt. Az Arany Medve díjat Jim Sheridan filmje, az Apám nevében nyerte. A fesztivál retrospektív programját Erich von Stroheim osztrák rendezőnek, színésznek és producernek szentelték.

## Zsűri
Az alábbi emberek voltak a fesztivál zsűrijének tagjai:
- Jeremy Thomas, brit producer - Zsűrielnök
- Chinghiz Aitmatov, kirgiz szerző
- María Luisa Bemberg, argentin filmkészítő
- Hsu Feng, tajvani színésznő és producer
- Morgan Freeman, amerikai színész
- Francis Girod, francia színész és filmkészítő
- Corinna Harfouch, német színésznő
- Carlo Lizzani, olasz filmkészítő
- Wolfram Schütte, német író és filmkritikus
- Susan Seidelman, amerikai filmkészítő
- Hayao Shibata, japán producer

## A fesztivál programja
Az alábbi filmek voltak versenyben az Arany Medve- és az Ezüst Medve-díjakért:
| Magyar cím                                  | Eredeti cím               | Rendező                                 | Ország                              |
| ------------------------------------------- | ------------------------- | --------------------------------------- | ----------------------------------- |
| Alles auf Anfang                            | Alles auf Anfang          | Reinhard Münster                        | Németország                         |
| Der Blaue                                   | Der Blaue                 | Lienhard Wawrzyn                        | Németország                         |
| Charachar                                   | চরাচর                      | Buddhadeb Dasgupta                      | India                               |
| Cari fottutissimi amici                     | Cari fottutissimi amici   | Mario Monicelli                         | Olaszország                         |
| A számkivetett                              | Exile                     | Paul Cox                                | Ausztrália                          |
| Félelem nélkül                              | Fearless                  | Peter Weir                              | Amerikai Egyesült Államok           |
| A magzat                                    | A magzat                  | Mészáros Márta                          | Magyarország, Lengyelország         |
| Apám nevében                                | In the Name of the Father | Jim Sheridan                            | Egyesült Királyság, Írország        |
| Katicabogár, katicabogár Ladybird, Ladybird | Ken Loach                 | Egyesült Királyság                      |                                     |
| A fiatal bíró                               | Il giudice ragazzino      | Alessandro Di Robilant                  | Olaszország                         |
| Az alagút túloldalán                        | Al otro lado del túnel    | Jaime de Armiñán                        | Spanyolország                       |
| Hwaomkyung                                  | 화엄경                    | Jang Sun-woo                            | Dél-Korea                           |
| Philadelphia – Az érinthetetlen             | Philadelphia              | Jonathan Demme                          | Amerikai Egyesült Államok           |
| No Smoking                                  | Smoking/No Smoking        | Alain Resnais                           | Franciaország                       |
| Pas très catholique                         | Pas très catholique       | Tonie Marshall                          | Franciaország                       |
| Huo hu                                      | 火狐                      | Wu Ziniu                                | Hongkong, Kína                      |
| Eper és csokoládé                           | Fresa y chocolate         | Tomás Gutiérrez Alea, Juan Carlos Tabío | Kuba, Mexikó, Spanyolország         |
| Három szín: fehér                           | Trois couleurs: Blanc     | Krzysztof Kieślowski                    | Franciaország, Lengyelország, Svájc |
| A folyó harmadik partja                     | A Terceira Margem do Rio  | Nelson Pereira dos Santos               | Brazília                            |
| Ablak a világra                             | Los de enfrente           | Jesús Garay                             | Franciaország, Spanyolország        |
| A kutya évében                              | Год собаки                | Semyon Aranovich                        | Oroszország                         |

## Győztesek
- Arany Medve: Apám nevében (Jim Sheridan)
- Zsűri Nagydíja: Eper és csokoládé (Tomás Gutiérrez Alea, Juan Carlos Tabío)
- Ezüst Medve díj a legjobb rendezőnek: Krzysztof Kieślowski (Három szín: fehér)
- Ezüst Medve díj a legjobb színésznőnek: Crissy Rock (Katicabogár, katicabogár)
- Ezüst Medve díj a legjobb színésznek: Tom Hanks (Philadelphia – Az érinthetetlen)
- Ezüst Medve díj egyedülálló teljesítményért: No Smoking (Alain Resnais)
- Ezüst Medve díj a kiemelkedő művészi teljesítményért: A kutya évében (Semyon Aranovich)
- Alfred Bauer-díj: Hwaomkyung (Jang Sun-woo)
- Tiszteletbeli említés:
  - Huo hu (Wu Ziniu)
  - Cari fottutissimi amici (Mario Monicelli)
  - Félelem nélkül (Peter Weir)
- Kék Angyal díj
  - A fiatal bíró (Alessandro Di Robilant)
- Tiszteletbeli Arany Medve
  - Sophia Loren

## Fordítás
- Ez a szócikk részben vagy egészben  a(z)   44th Berlin International Film Festival című angol Wikipédia-szócikk fordításán alapul.  Az eredeti cikk szerkesztőit annak laptörténete sorolja fel. Ez a jelzés csupán a megfogalmazás eredetét és a szerzői jogokat jelzi, nem szolgál a cikkben szereplő információk forrásmegjelöléseként.